# 小俣神社
小俣神社（おばたじんじゃ）は、伊勢神宮豊受大神宮（外宮）の摂社。外宮の摂社16社のうち第16位であり、外宮摂社としては唯一宮川の外側（西岸）に鎮座する。

## 概要
三重県伊勢市小俣町元町1072（旧住所表記では三重県度会郡小俣町字裏町7281番地）に鎮座する。汁谷川左岸（西岸）の河岸段丘上にある。
境内は石垣が巡らされている。社殿は神明造で、玉垣に囲まれている。小俣神社は神宮式年遷宮の対象となり、20年に一度建て替えられる。賽銭箱は置かれていない。境内の面積は333坪（約1,100.8m2）。
社名の「小俣」は鎮座地周辺の地名であるが、『延喜式神名帳』では「おまた」と読み、現今は「おばた」と読む。この地域に外宮の摂社が祀られているのは、宮川下流一帯が度会氏によって開拓されたからである。外宮の所管する神社の中では宮川左岸に位置する特殊な神社であるが、皇大神宮（内宮）の所管する神社は宮川左岸にも数多くあり、伊勢神宮全体でみた場合、珍しいわけではない。地域住民からは「いなべの社」、「稲女（いなめ）さん」と呼ばれ、親しまれる。祭神に由来する俗称と考えられる。地元では氏神の祭礼当日に小俣神社へ参拝する風習がある。
祭神は宇賀御魂神（うかのみたまのかみ）。伊弉諾（いざなぎ）・伊弉冉（いざなみ）の子であり、五穀豊穣の守護神である。

## 歴史
伊勢神宮の摂社の定義より『延喜式神名帳』成立、すなわち延長5年（927年）以前に創建された。『止由気宮儀式帳』にも記載があることから延暦23年（804年）以前から存在したことになる。同書によれば、小俣神社には祝職が置かれ、祈年祭・神嘗祭には伊勢国司から幣帛（へいはく）が奉られたという。古代は伊勢神宮とのつながりが深かったが、中世末期以後は記録が途絶え、産土神として「八王子」と呼ばれるようになった。

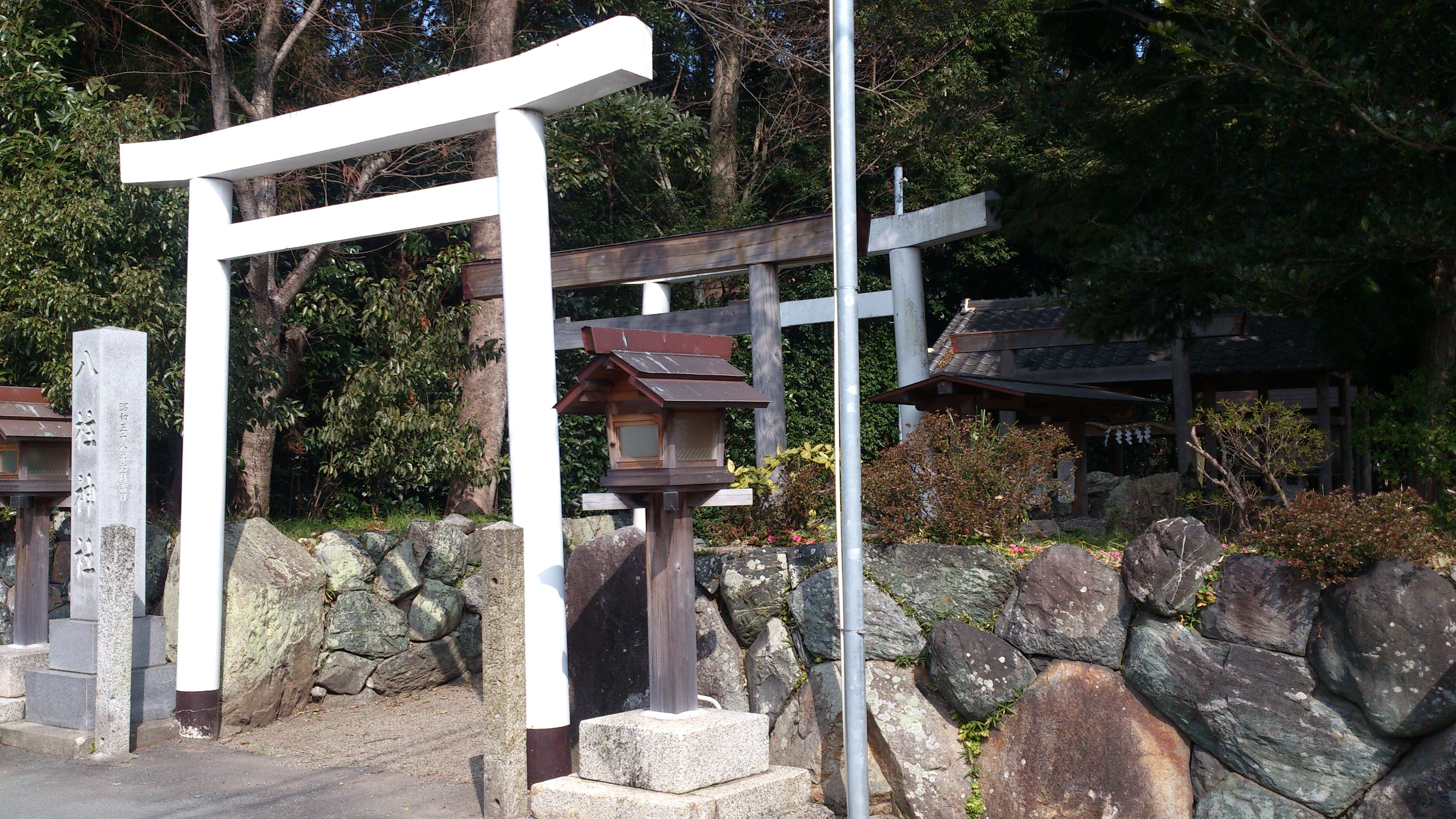
八柱神社（旧・八王子）

寛文3年6月27日（グレゴリオ暦：1663年7月31日）に現社地で再興された。この際、社地はすでに八王子となっていたため、八王子境内に並立する形での再興となった。1873年（明治6年）、境内地の管理を巡り、神宮側と村側で論争が起こり、境内を二等分することで決着した。八王子は1910年（明治43年）に官舎神社へ合祀されたが、その後も旧社地である小俣神社東隣に本殿・拝殿等が残され、地域住民によって祀られている。

## 交通
かつての伊勢参宮街道の宿場町の名残のある小俣町元町の集落内、西光寺・八柱神社と並んで鎮座する。
公共交通
- 近鉄山田線 小俣駅南南西へ約1km[4]。
- 参宮線（JR東海）宮川駅より東南東へ約700m[4]。
- 三重交通バス宮古橋バス停より徒歩約4分（約370m）。

自家用車
- 伊勢自動車道伊勢西ICより三重県道32号伊勢磯部線（御木本道路）・三重県道37号鳥羽松阪線経由、約13分（約6.4km）。三重県南部自動車学校が付近にあり、三重県道428号伊勢小俣松阪線が付近を通る。